# Chiesa di San Pietro Apostolo (San Pietro Mussolino)
La chiesa di San Pietro Apostolo è la parrocchiale di San Pietro Mussolino, in provincia e diocesi di Vicenza; fa parte del vicariato della Val del Chiampo.

## Storia
L'originario luogo di culto di San Pietro fu edificato nel Trecento a servizio della comunità di lavoratori germanico-cimbri che si trovava nel territorio.
Nel 1480 questa cappella è menzionata come filiale della pieve di Chiampo.

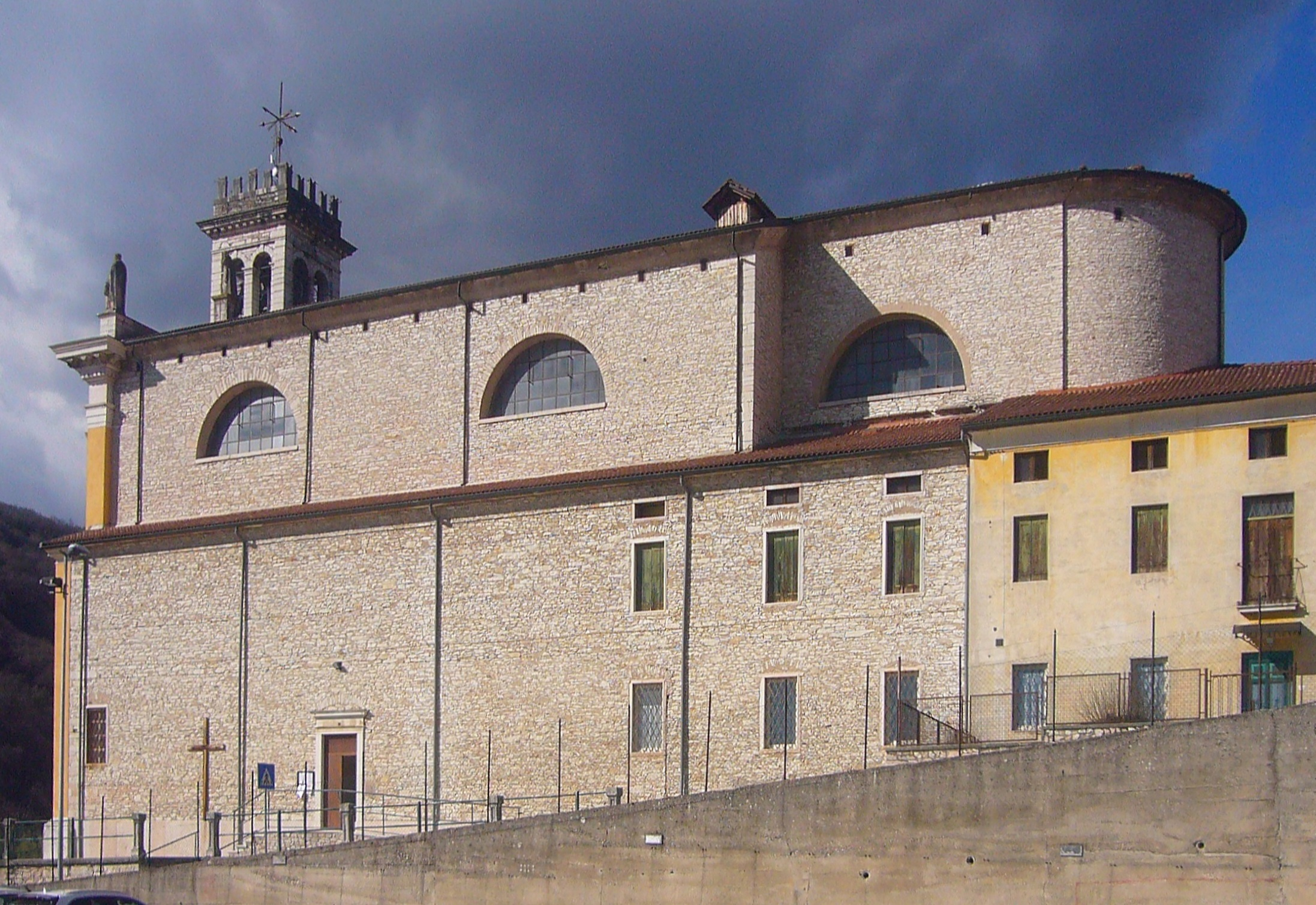
Il fianco destro della chiesa

I lavori di costruzione della nuova parrocchiale neoclassica iniziarono nel 1893 su progetto di Paolo Mistrorigo, che aveva seguito la bozza disegnata dal capomastro Giuseppe Guarda; la chiesa fu portata a compimento nel 1909.
Nel 1944 l'edificio subì numerosi danni a causa dell'incendio appiccato per rappresaglia dalle truppe germaniche e pertanto si resero necessari vari interventi di risistemazione: tra il 1946 e il 1949 si procedette al rifacimento degli infissi e del tetto e al risanamento delle pareti, mentre tra il 1954 e il 1955 vennero ripristinati il pavimento e le decorazioni.
In ossequio alle norme postconciliari, nel 1971 si provvide ad eseguire l'adeguamento liturgico mediante l'aggiunta di due amboni e dell'altare rivolto verso l'assemblea.

## Descrizione

### Esterno
La facciata a salienti della chiesa, rivolta a sudovest, presenta centralmente il portale d'ingresso, sormontato dal timpano e affiancato da due nicchie con statue, e sopra un'iscrizione dedicatoria e due specchiature; il prospetto è inoltre scandito da quattro lesene sorreggenti la trabeazione e il frontone dentellato di forma triangolare.

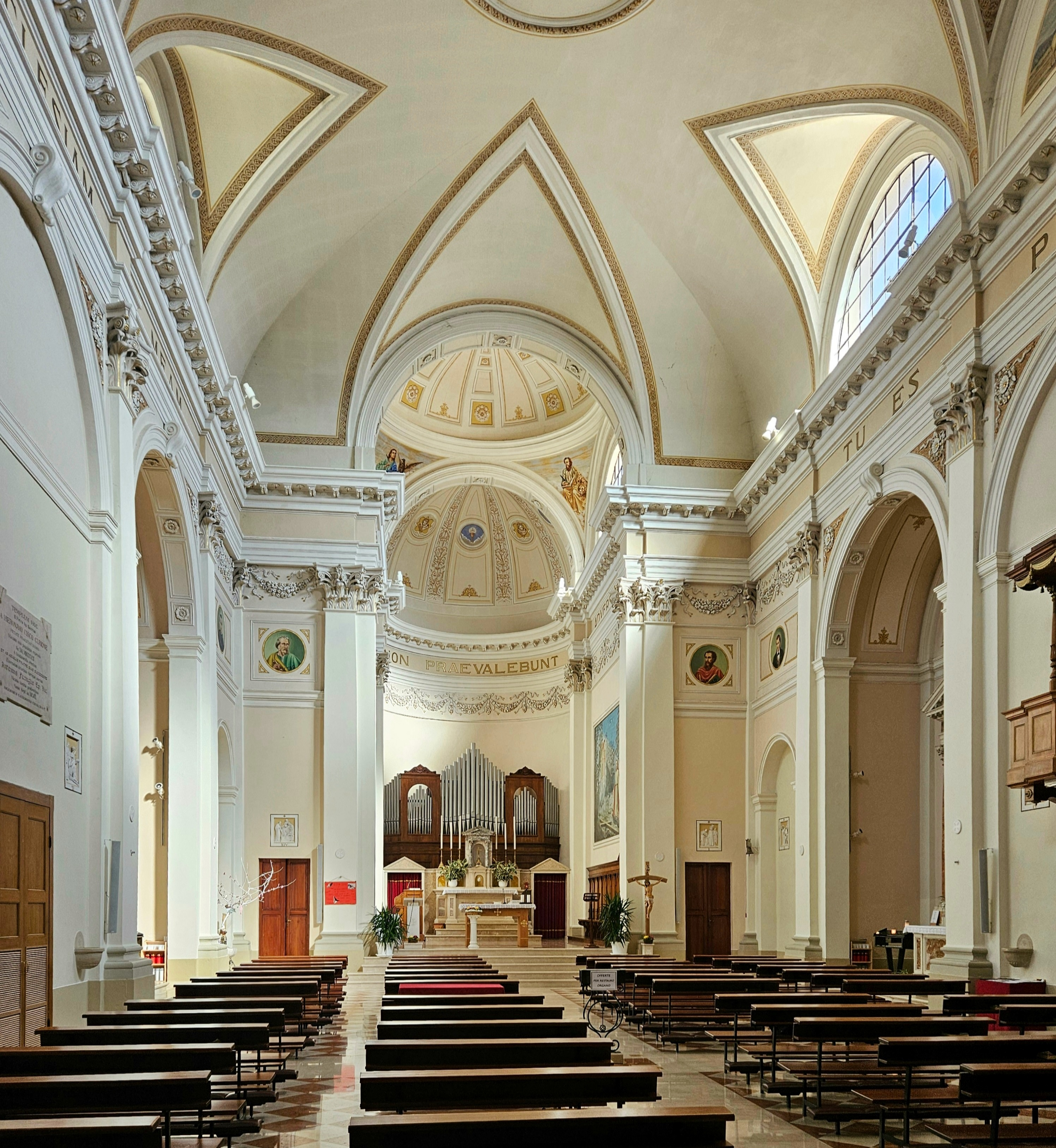
L'interno

Ad alcuni metri dalla parrocchiale si erge su un alto basamento a scarpa il campanile a pianta quadrata, costruito tra il 1904 e il 1907; la cella presenta su ogni lato una bifora ed è coronata dalla merlatura in stile ghibellino.

### Interno
L'interno dell'edificio si compone di un'unica navata, sulla quale si affacciano le cappelle laterali, introdotte da archi a tutto sesto, e le cui pareti sono scandite da lesene terminanti con capitelli d'ordine composito con festoni e sorreggenti la trabeazione modanata e aggettante sopra la quale si imposta la volta; al termine dell'aula si sviluppa il presbiterio, rialzato di alcuni gradini, coperto dalla volta sferica e chiuso dall'abside di forma semicircolare.